# Autoroute A 837
Die Autoroute A 837, auch als Autoroute des Oiseaux bezeichnet, ist eine kurze französische Autobahn, die ausschließlich im Département Charente-Maritime in der Region Nouvelle-Aquitaine verläuft. Sie beginnt an der Abzweigung von der A 10 nördlich von Saintes und endet nach 35,0 km in Rochefort, wo sie in die Départementsstraße D 137 Richtung La Rochelle übergeht. A 837 und D 137 bilden zusammen die E 602 La Rochelle – Saintes. 
Die A 837 ist durchgängig zweispurig in jeder Fahrtrichtung ausgebaut und mautpflichtig mit Ausnahme des letzten Abschnitts in Rochefort.  